# Paulusheim

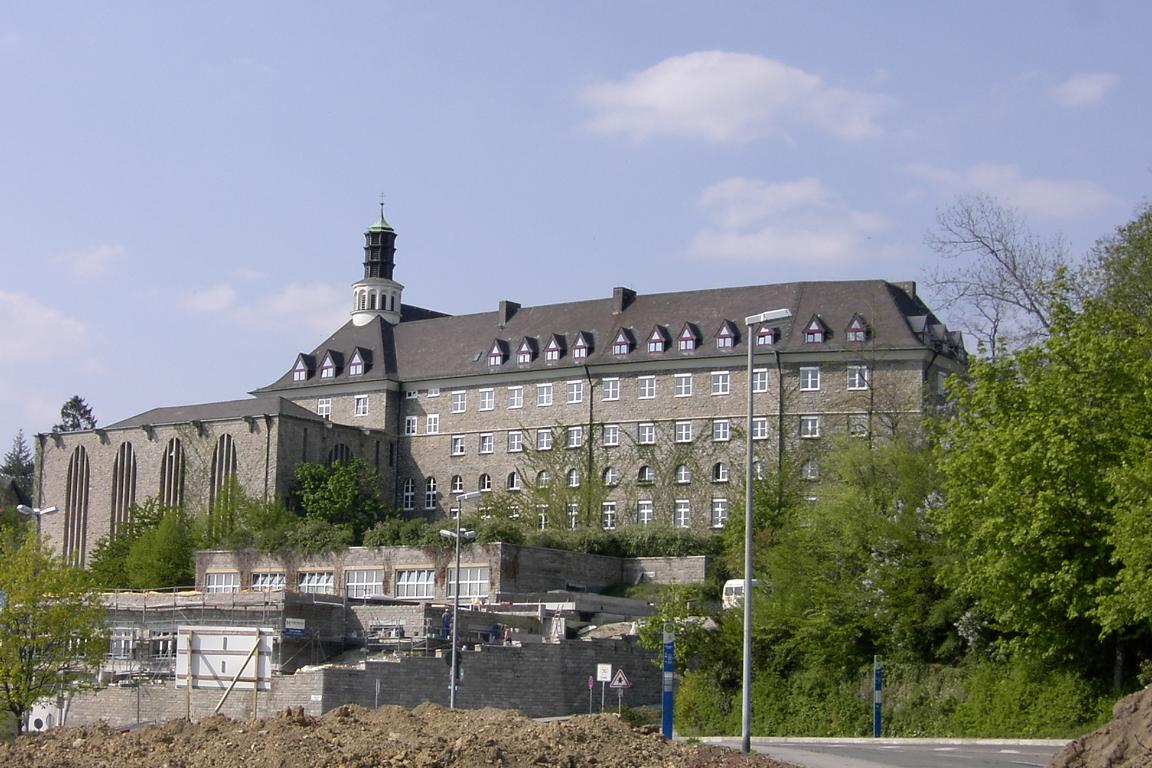
St. Paulusheim vu au sud-est; devant le bâtiment se trouvent ceux des nouvelles installations sportives

Paulusheim ou Sankt Paulusheim (foyer Saint-Paul) est un lycée (Gymnasium) privé catholique allemand situé à Bruchsal dans le Bade-Wurtemberg.

## Histoire
Ce lycée prestigieux a été fondé par les Pallottins germanophones comme internat de garçons. L'internat doit son origine à un établissement des Pallottins situé dans la petite ville italienne de Masio, près d'Alessandria, que les Pallottins doivent quitter en 1915 à cause de la guerre. Leur chemin les conduit à Bruchsal, ville natale du directeur de l'établissement. Après avoir été hébergés dans une location, les Pallottins s'installent en 1922 dans un nouveau bâtiment qu'ils font construire par l'architecte Hans Herkommer. L'internat est fermé par les autorités nationales-socialistes en 1940. C'est l'un des premiers lycées catholiques à rouvrir après la guerre.
L'internat est fermé en 1987 et l'établissement est réaménagé, n'accueillant que des externes et, devenu mixte en 1974, il est désormais ouvert aussi à des élèves filles et garçons d'autres religions que la religion catholique. Il accueille aujourd'hui environ 750 élèves filles et garçons qui peuvent apprendre le latin, le grec, l'anglais, le français, mais aussi l'espagnol et le chinois en matières optionnelles. Le Sankt Paulusheim collabore aussi étroitement avec le Schönborn-Gymnasium voisin et suit les directives de la fondation pédagogique de l'archidiocèse de Fribourg-en-Brisgau dont il fait partie.
Depuis l'année scolaire 2012-2013, le directeur de l'établissement est un laïc, M. Markus Zepp. Le dernier Pallottin à diriger l'établissement fut le Père Waldemar Janzer, jusqu'en 2005. Le Père Friedrich Kretz (futur recteur général) y a enseigné dans les années 1980.

## Élèves fameux
- Bruno Merk (1922-2013), futur ministre de l'Intérieur de Bavière 1966–1977, baccalauréat (Abitur) en 1940
- Hans-Peter Becker (né en 1960), futur Provincial de la Province germano-autrichienne des Pallottins

## Source
- (de) Cet article est partiellement ou en totalité issu de l’article de Wikipédia en allemand intitulé « St. Paulusheim » (voir la liste des auteurs).